# Tavringerski romski jezik
Tavringerski romski (tavrigerski: rommano, norveški i švedski: skandoromani) je idiom romskoga jezika temeljen na sjevernogermanskim jezicima. Čisti oblik jezika govori 100 – 150 starijih govornika u Norveškoj i Švedskoj (2014.), među kojima se jezik dijeli na južnu varijantu u Švedskoj i sjevernu varijantu u obje države.
Tavringerski je romski specifičan po preuzimanju sintaktičkih, konjugacijskih i sklonidbenih karakteristika skandinavskih jezika (čimbenik koji ga prema nekim analizama čini pararomani jezikom). Nema standardiziranu ortografiju, no 2014. je godine objavljena prva knjiga na tavringerskom jeziku koja koristi konzistentan pravopis, Vandriane rakkrar Rolfa Theila. Prema norveškom zakonu iz 1998. godine, ovo je zaštićeni manjinski jezik te se smatra različitim od vlaškog romskog, koji je također manjinski jezik u državi.

## Podjela
Inačice ovog jezika dijele se na tri skupine:
- norvešku (engleski: Traveller Norwegian),[5][6] nazivan i romani te norsk romani na norveškome, čime ga se razlikuje od vlaškog romskog jezika, koji se naziva romanés (Theil 2022c)
- švedsku (švedski: svensk romani), koja se također naziva tavringer romani[7] i tattare[8]
- dansku (engleski: Traveller Danish),[9] koja se od 2009. godine vodi kao izumrla.[10]

## Povijest
Vjeruje se da su pretci govornika tavringerskoga romskog doselili u Skandinaviju početkom 16. stoljeća, no prvi izvor i potvrda da se radi o zasebnome jeziku pojavljuje se tek 1730. godine, u Švedskoj. Taj je popis, u sklopu eseja Dissertatio academica de cingaris Samuela P. Björckmana, sastavljen prema intervjuu Jacoba Helsinga, zatvorenika u Uppsali, kojega je Björckman ispitivao koliko riječi prepoznaje iz popisa riječi Bonaventure Vulcaniusa, jednog od najstarijih izvora o romskim jezicima. Sredinom 19. stoljeća, govornici ovog jezika postali su jedna od manjina koje se na razne načine pokušalo asimilirati u norveško društvo, a jezik istrijebiti.
Ratifikacijom Europske povelje o manjinskim jezicima 1993. i promjenom zakona 1998. godine službeno postaje manjinskim jezikom Norveške.

## Vanjske poveznice
- Romski jezik, Hrvatska enciklopedija

- Ethnologue (14th)
- Ethnologue (15th)